# Flughafen Neubrandenburg
Flughafen Neubrandenburg eller Flughafen Neubrandenburg-Trollenhagen eller Neubrandenburg Airport (IATA: FNB, ICAO: EDNU) är en flygplats i Trollenhagen inom Landkreis Mecklenburg-Strelitz. Orten ligger cirka 6 kilometer nordost om Neubrandenburg i förbundslandet Mecklenburg-Vorpommern i Tyskland.

## Historia
Flygplatsen började byggas 1933 och den invigdes officiellt 1934 och fick namnet Fliegerhorst Neubrandenburg. Den tillfördes det tyska flygvapnet Luftwaffe. Genom starten av andra världskriget kom utbyggnaden av flygplatsen att fortsätta fram till 1942 där landningsbanan gjordes om till en betongbana för att klara större flygplan.
Flygplatsen utsattes vid två tillfällen för bombningar av de allierade och blev svårt skadad. Efter kriget kom sovjetiska trupper att använda flygplatsen som förläggningsplats fram till 1956. Flygplatsen stod sedan tom fram till 1961 då Östtysklands flygvapen Luftstreitkräfte der NVA förlade 3. Luftverteidigungsdivision och eskadern Jagdfliegergeschwader 2 (även kallad Jagdfliegergeschwader Jurij Gagarin) till flygplatsen. 
Efter Berlinmurens fall och Tysklands återförening fungerar den sedan 1993 som kombinerad civil regionflygplats samt helikopterbas för Tyska förbundsrepublikens flygvapen, polis, Bundespolizei samt armén. 
2007 när G8-mötet hölls i Heiligendamm utanför Rostock, stängdes Rostock-Laages flygplats och dess civiltrafik omdirigerades till Flughafen Neubrandenburg.